# Nordin Amrabat
Nordin Amrabat (arabul: نورالدين أمرابط, klasszikus vokalizációval Núr ad-Dín Amrábat, modern kiejtéssel Núr ed-Dín Amrábat) (Naarden, 1987. március 31. –) marokkói származású holland válogatott labdarúgó, a görög AÉK játékosa.

## Pályafutása

### Kezdeti évek
Nordin Amrabat az észak-hollandiai Naardenben született és az egyik legnagyobb holland klubcsapat, az AFC Ajax akadémiáján tanult, majd 13 évesen távozott, mivel Osgood Schlatter-kór miatt visszamaradt a növekedése. Apja tanácsára csak amatőr szintén foglalkozott a labdarúgással, emellett szakmát tanult, munka gyanánt mosogatott, desszerteket készített és porszívózta az iskoláját.
Később az Eerste Divisie csapata, az Almere Omniworld igazolta le, ahol 36 meccsen 14 góllal és ugyanennyi gólpasszt szerzett. 2007-ben csatlakozott az újonnan megreformált VVV-Venlo klubhoz, és 33 mérkőzésen 10-szer volt eredményes. 
2008-ban a nemzeti bajnok PSV Eindhoven 2 millió euróért igazolta le, majd Törökországba költözött a Kayserispor gárdájához.

### Galatasaray
2012. július 12-én az egyik legnagyobb török sportcsapat, a Galatasaray SK-hoz írt alá 8,6 millió euró ellenében ötéves szerződéssel. 2012. augusztus 12-én debütált a török szuperkupában a rivális Fenerbahçe ellen, a 70. percben csereként lépett pályára. A meccs 3–2-re végződött, és a Galatasaray 12. alkalommal nyerte meg a címet. Szeptember 15-én Fatih Terim vezetőedző az Antalyaspor ellen Amrabatot is benevezte a kezdőcsapatba, majd megszerezte első gólját a Galatasaray színeiben a 2012–13-as Süper Lig-szezonban és emellett gólpasszt adott a 4–0-s viadalon.

### Málaga
2014 januárjában hat hónapos kölcsönszerződéssel csatlakozott a spanyol Málaga CF-hez. Március 10-én megszerezte első gólját az Osasuna elleni 2–0-s idegenbeli győzelem alkalmával, április 6-án pedig a Granada ellenfeleként 4–1-es derbin értékesített egy büntetőt. Néhány nappal később, miután Sergi Dardernak gólpasszt adott, piros lapot kapott a Villarreal elleni 2–0-s hazai bajnokin, mert megjegyzéseket tett Álvarez Izquierdo játékvezetőnek a szemére.
2014 augusztusában a teljes 2014–15-ös La Liga-évadra is meghosszabbította andalúziai tartózkodását. A következő év április 30-án 3,5 millió eurós díj ellenében végleg megvásárolták játékjogát.

### Watford
2016. január 18-án 6,1 millió angol fontért a Premier League-ben szereplő Watford szerezte meg. Mindössze öt nappal később debütált, Troy Deeney helyére állt be a Newcastle United elleni 2–1-es győzelemben a Vicarage Roadon.
2017. szeptember 1-jén visszatért Spanyolországba, miután egyéves kölcsönszerződést kötött a Leganésszel.

### En-Naszr
2018. július 16-án három évre szóló szerződést írt alá a szaúd-arábiai en-Naszr alakulatával. Augusztus 30-án 26 percnyi játéklehetőséget kapott debütálásán az Uhud Medina ellen, ahol egyből eredményes tudott lenni a 2–1-es sikerben. A 2018–19-es kiírásban bajnoki címet szerzett. Öt gólt szerzett és csapattársával, Abdálrazák Hamdállahval együtt övé volt a legtöbb gólpassz az évben. 

### AÉK Athén
2021. augusztus 16-án két évre a görög AÉK Athén alkalmazásába került. Szeptember 12-én tizenegyest értékesített, az Ionikos FC-vel szemben a liga nyitómérkőzésén, amellyel segítette klubja 3–0-s sikerét.

### A válogatottban
Amrabat kettős állampolgár, és így válogatott szinten eldönthette, hogy Hollandiát vagy Marokkót szerezne képviselni. A 2008-as olimpián eredetileg elutazott volna holland színekben, de később nem kikerült a keretből.
2011 novemberében úgy döntött, hogy Marokkó színeiben szeretne játszani. November 11-én mutatkozott be az "Atlasz Tigrisei" becenevű csapatban egy Uganda ellen 0–1-re elvesztett összecsapáson. Két nappal később megszerezte első nemzeti gólját a Kamerun elleni barátságos mérkőzésen, amely 1–1-re végződött.
2018 májusában bekerült Marokkó 23 fős végleges keretébe a 2018-as oroszországi világbajnokságra. Az Irán elleni legelső csoportmérkőzésen agyrázkódást szenvedett, ennek ellenére a FIFA és más stábok engedélyt adtak számára és pályára léphetett Portugália ellen is a második csoportmeccsen.

## Sikerei, díjai

### Klubcsapatokban
Galatasaray
- Török bajnok: 2012–13[36]
- Török kupa: 2014–15
- Török szuperkupa: 2012, 2013

en-Naszr
- Szaúd-arábiai bajnok: 2018–19
- Szaúd-arábiai szuperkupa: 2019, 2020[37]